# Зобово
Зо́бово (рос. Зобово) — село у складі Шарлицького району Оренбурзької області, Росія.

## Населення
Населення — 197 осіб (2010; 266 у 2002).
Національний склад (станом на 2002 рік):
- росіяни — 100 %